# Dzielny Despero
Dzielny Despero (ang. The Tale of Despereaux, 2008) – przygodowy film animowany, który powstał na podstawie książki Kate DiCamillo z 2003 roku pod tytułem The Tale of Despereaux (w Polsce wydanej pod tytułem Opowieść o Despero). Film opowiada o myszce imieniem Despero, która została odrzucona przez swoją rodzinę i otoczenie tylko z powodu odmiennego wyglądu i jej zainteresowań.

## Fabuła
Podczas obiadu do zupy królowej wpada szczur. Władczyni umiera na zawał serca, a jej nieszczęśliwy małżonek wypowiada wojnę gryzoniom. Te planują porwać w odwecie piękną księżniczkę. Myszka Despero nie może zrozumieć, dlaczego w zamku wszyscy ze sobą walczą. Tylko czy uda jej się przekonać przyjaciół, że ludzie wcale nie są groźni, a gryzonie zasługują na szacunek?

## Obsada
- Matthew Broderick – Despero Tilling
- Dustin Hoffman – Roscuro
- Emma Watson – Księżniczka Pea
- Tracey Ullman – Mig
- Kevin Kline – Andre
- William H. Macy – Lester
- Stanley Tucci – Boldo
- Ciaran Hinds – Botticelli
- Robbie Coltrane – Gregory
- Tony Hale – Furlough
- Frances Conroy – Antoinette
- Frank Langella – Mayor
- Richard Jenkins – Dyrektor
- Christopher Lloyd – Hovis
- Sigourney Weaver – Narrator
- Patricia Cullen – Królowa
- Sam Fell – Ned/Smudge
- Bronson Pinchot – Town Crier
- McNally Sagal – Nauczyciel
- Charles Shaughnessy – Pietro

## Wersja polska
- Tomasz Bednarek – Despero
- Miłogost Reczek – Roscuro
- Joanna Kudelska – Księżniczka
- Jacek Kopczyński – Andre
- Cezary Kwieciński – Boldo
- Agnieszka Fajlhauer – Mig
- Paweł Szczesny – Gregory
- Mieczysław Morański – Pan Tilling
- Anna Apostolakis – Pani Tilling
- Hanna Chojnacka – Narratorka
- Andrzej Chudy – Botticelli
- Jarosław Domin
- Andrzej Kozak
- Mikołaj Müller
- Mirosława Nyckowska
- Anna Sroka
- Tomasz Steciuk
- Joanna Węgrzynowska
- Janusz Wituch
- Klaudiusz Kaufmann
- Daniel Załuski (lektor)